# مارتين رايل
مارتين رايل (بالإنجليزية: Sir Martin Ryle) هو عالم فيزياء بريطاني حائز على جائزة نوبل للفيزياء عام 1974 عن مجهوداته في البحوث الفلكية .اشترك العالم أنتوني هويش معه في الجائزة .
ولد مارتين رايل في 27 سبتمبر 1918، وتوفي في 14 أكتوبر 1984. وقد قام بتصميم نوعا جديد من التلسكوب الراديوي التي تمكن بواسطته تصوير المصادر الضعيفة للأشعة الراديوية . وقام رايل عام 1946 برصد أبعد المجرات في ذلك الوقت.

## روابط خارجية
- مارتين رايل على موقع الموسوعة البريطانية (الإنجليزية)
- مارتين رايل على موقع مونزينجر (الألمانية)
- مارتين رايل على موقع ميوزك برينز (الإنجليزية)
- مارتين رايل على موقع إن إن دي بي (الإنجليزية)